# Нектарий (Кабуйе)
Епископ Нектарий (англ. Nectarios, в миру Николас Кабуйе́, англ. Nicholas Kabuye, греч. Νικόλαος Καμπουγιέ; род. 1982, Уганда) — архиерей Александрийской православной церкви, епископ Гулуский и Северной Уганды (с 2022).

## Биография
Родился в 1982 году в Уганде, где провёл детство и юность. Окончив школу в своём родном городе, он начал своё богословское образование в Ризарийской богословской школе в Афинах. Затем он поступил на кафедру теологии богословского факультета Афинского университета, где позднее окончил аспирантуру по специальности «Каноническое право». Далее поступил в Городской университет Сиэтла, где получил степень по специальности «Деловое администрирование».
1 ноября 2013 года предстоятелем Элладской православной церкви архиепископ Иероним II был пострижен в монашество с наречением имени Нектарий. 9 февраля 2014 года хиротонисан во иеродиакона, а 6 декабря 2015 года в церкви Святого Николая на улице Ахарнон состоялась его хиротония во пресвитера, которую совершил предстоятель Элладской православной церкви.
17 октября 2021 года патриархом Александрийским Феодором II во время его визита в Уганду был возведён в сан архимандрита.
12 января 2022 года по предложению патриарха Александрийского Феодора II, он был избран Священным синодом Александрийского патриархата епископом Гулуским и Северной Уганды.
13 февраля 2022 года в Патриаршей церкви святого Николая в Каире состоялась его архиерейская хиротония. Хиротонию совершили: патриарх Александрийский Феодор II, архиепископ Синайский Дамиан (Самардзис) (Иерусалимская православная церковь), митрополит Гвинейский Георгий (Владимиру), митрополит Мемфисский Никодим (Приангелос) (Элладская православная церковь), митрополит Неа-Ионийский Гавриил (Папаниколау) (Элладская православная церковь), митрополит Фтиотидский Симеон (Волиотис), Митрополит Кампальский Иероним (Музейи), митрополит Бурундийский и Руандский Иннокентий (Бьякатонда), епископ Джинджийский и Восточной Уганды Сильвестр (Киситу) и епископ Тулиарский и Южного Мадагаскара Продром (Кацулис) и епископ Никопольский Фемистокл (Адамопулос).